# Дужност (6. сезона)
Шеста сезона серије Дужност је емитована од 21. марта до 2. маја 2021. године и броји 7 епизода.

## Опис
Кели Мекдоналд је заменила Стивена Грејема на почетку ове сезоне. Шалом Брун-Френклин се придружила главној постави на почетку сезоне.

## Улоге
- Кели Мекдоналд као Детективка главна инспекторка Џоан Дејвидсон
- Мартин Компстон као Детектив наредник Стив Арнот
- Вики Меклур као Детективка инспекторка Кејт Флеминг
- Адријан Данбар као Надзорник Тед Хејстингс
- Шалом Брун-Френклин као Детективка позорница Клои Бишоп

## Епизоде
| Бр. еп. (укупно) | Бр. еп. (у сезони) | Наслов                | Редитељ       | Сценариста   | Премијера       | Гледаност у Великој Британији (милиони) |
| --- | ------------------ | --------------------- | ------------- | ------------ | --------------- | --------------------------------------- |
| 30 | 1                  | "Операција Светионик" | Данијел Нетим | Џед Меркурио | 21. март 2021.  | 15.20                                   |
| Са седиштем у полицијској станици Хиллсејд лејн, ДГИ Џоан Дејвидсон је виша истражна службеница (ВИС) задужена за операцију "Светионик", истрагу убиства новинарке Гејл Веле. Флемингова је сада у њеној екипи. Тајни извор људске обавештајне службе (ЉОС-а) их обавештава да се неко ко користи име Рос Тарнер хвалио да је убио Велу и да им је дата његова адреса. Баклс им наређује да чекају до јутра. Док је била у конвоју полиције који је журио према адреси, Дејвидсонова наређује да се интервенише због могуће пљачке у кладионици. Један осумњичени је убијен, а остали похапшени. Конвој је због тога каснио, али Тери Бојл, човек са Дауновим синдромом, који је раније био злостављан и приморан да помаже организованој злочиначкој скупини у ранијим кривичним делима на крају је ухапшен. ПП Фарида Џатри пријављује своју забринутост због Дејвидсонова ДН Стиву Арноту из ПП-12 који тајно почиње да испитује Дејвидсонин понашање у вези са пљачком у кладионици. Ни њена екипа ни Арнот нису свесни Дејвидсонине везе са ПП Џатријевом са којом је управо имала неуредан раскид. Два комплета отисака прстију пронађена су и у Тарнеровом стану и у Бојловом дому: Бојлови и отисци познатог злочинца Карла Бенкса. Откривено је тело несталог ЉОС-овца. Када је Хејстингс дао Арноту наређење да истражи Дејвидсонову, Арнот одлази да обавести Флемингову и завршава речима: „Или си наша ЉОС-овка или си уграђена као службеница на тајном задатку. |                    |                       |               |              |                 |                                         |
| 31 | 2                  | "Истрага"             | Данијел Нетим | Џед Меркурио | 28. март 2021.  | 14.53                                   |
| Арнот и Бишопова сазнају од ТВ продуцента Гејл Веле Надараџе да је развијала подкаст о мићењу на високом нивоу у полицији и да је њен дом опљачкан – те појединости је Дејвидсонова наизглед превидела – што би могло на наручено убиство ОЗС-а. ПП Џатријева тражи премештај из личних разлога. Њена замена је ПП Рајан Пилкингтон. Тело Карла Бенкса пронађено је у стању које подсећа на погубљење ОЗС-а са ножем у близини на ком су отисци прстију мртвог ЉОС-овца. Хејстингс унапређује Арнота у привременог ДИ-ја. ПП-12 упада на Хилсајд лејн како би запленио доказе за њихову истрагу, али су осујећени када је Дејвидсонова открила да је поднела захтев да ограничи приступ списима Операције "Светионик" што је изазвало 24-часовно одлагање истраге. Арнот и Хејстингс схватају да је Флемингова дојавила Дејвидсоновој. Пошто је Арнот видео Хејстингса са Стеф Корбет, он одлази се до њене куће и пред њом је искусио бол у леђима и открио зависност од аналгетика. Дејвидсонова је позвана на разговор у ПП-12. Пошто је ухапшена, Дејвидсонова је предлажила да ПП-12 истражи све који су имали приступ подацима ЉОС-а. ПП Џатријева је послата у затвор када је претресом њене куће откривена залиха телефонских апарата. Она у сузама тврди да јој неко намешта и открива своју везу са Дејвидсоновом. Дејвидсонова је пуштена па одлази да узме још један телефон са гориоником. Док је била сама у колима, она се избезумила. |                    |                       |               |              |                 |                                         |
| 32 | 3                  | "Намештаљка"          | Гарет Брин    | Џед Меркурио | 4. април 2021.  | 14.82                                   |
| Пошто га је сведок препознао као да се свађао са преминулим ЉОС-овцем у вези са Велиним убиством, Бојл је приведен на даље испитивање. Мало је фалило да изнесе нове податке о човеку који је „извршио [убиство]“, али Дејвидсонова је прекинула саслушање. Пилкингтон у пратњи ПП Лисе Пател одводи Бојла кући, али скреће на другу путању и усмерава кола у резервоар, дави Пателову и покушава да удави Бојла. Флемингова их је пратила и стигла на време да га осујети и примећује да је прозор на возилу у коме је Пилкингтон седео отворен и пријављује своје налазе ПП-12. Арнот препознаје Пилкингтона и Флеминг се сећа да га је саслушавала као малолетника у вези са старим случајем ПП-12. Стеф говори Хејстингсу о Арнотовој зависности од аналгетика. Арнот безуспешно покушава да се скине са аналгетика. Са Стеф проводи платонску ноћ. Када је она отишла на посао, он јој претреса кућу и открива велику количину новца у поткровљу. Када је Бојлов замрзивач пронађен на депонији, унутра су пронађени трагови крви Џеки Лаверти. У затвору Брентис, Џатријева је спречена да присуствује саслушању у ПП-12 када јој чуварка ОЗС-а сломила зглоб. ДНА Баклс и Дебора Деверо, сведокиња која је именовала Бојла, имали су сексуални однос. Баклс је предат ПП-12. Дејвидсон од куће шаље поруку непознатој особи преко преносног рачунара да је све сређено. |                    |                       |               |              |                 |                                         |
| 33 | 4                  | "Пацов"               | Гарет Брин    | Џед Меркурио | 11. април 2021. | 15.33                                   |
| ПП-12 је саслушао Баклса и оптужио га. Вајсова обавештава Хејстингса да намерава да споји ПП-12, ПП-3 и ПП-9 у једну јединицу и да смањи особље за 90% и да он треба да се пензионише како би избегао даље дисциплинске мере. Ломакс и Флемингова су саслушали пљачкаша кладионице како би прикупили више података о ватреном оружју. Док је форензичко испитивање у Џатрином дому завршавано, Дејвидсонова је посматрала и послала још једну поруку преко свог преносног рачунара која гласи: „Завршила сам“. Арнот тражи од инспекторке Роџерсон да одустане. Она брише податке о операцији "Врелина" о разговорима о његовом тесту на дрогу. Арнот препознаје глас затвореног заступника Џимија Лејквела на снимку добијеном из Велине пословнице. Дејвидсонова говори Пилкингтону да ће завршити његову похвалу, а затим га отпустити из своје екипе. Када су Арнот и Бишопова разговарали са Лејквелом у затвору, он се уплаши да прича. Док су га пребацивали у безбедни притвор, ОЗС-овци су направили заседу на конвој. У пуцњави је ПП Руби Џоунс убио снајпериста кога је Арнот затим убио својим пиштољем. Пилкингтон објашњава Дејвидсоновој зашто неће бити уклоњен из операције "Светионик". Лејквела убија затвореник ОЗС-а Ли Бенкс у затворској ћелији на Баклсове очи. Форензички налази из Џатрине куће откривају да су Давидсонини отисци прстију пронађени, али да је ДНК испитивање открило подударање са особом која се налази у другим полицијским основама података. |                    |                       |               |              |                 |                                         |
| 34 | 5                  | "Акција"              | Џени Дарнел   | Џед Меркурио | 18. април 2021. | 15.10                                   |
| Арнот и Бишопова прегледају ћелију у којој је Лејквел пронађен "обешен" и узрујрани су што немају снимак камера. Арнот говори Бишоповој да испита случај Лоренса Кристофера, случај који је Вела истраживала пре своје смрти. Ломакс извештава Флемингову и Дејвидсонову о могућим местима на којима је можда направљено ватрено оружје. Флемингова одлази у ПП-12 и остаје запањена када је сазнала да се Дејвидсонин ДНК делимично подудара са ДНК Томија Хантера, а налази који указују да је то настало од родоскрнављења. Екипа прегледа Озборнову изјаву за штампу након чега је Хејстингс сазнао од Синдванија да би требало да настави да истражује стање пре пензионисања. Арнот открива да је Хејстингс дао несталих 50 хиљада фунти из њиховог последњег случаја Стеф Корбет што открива и Флеминговој. ЕИУ је покренуо операцију на местима које је истраживала Флемингова и открива да је прва празна. ПП-12 примећује Пилкингтона како користи скривени телефон да позове ОЗС чија два члана покушавају да уклоне машинерију, али их убија екипа ПП-12. Флемингова је обавештена о поступцима Пилкингтона, али није извршено хапшење. Бишопова објашњава Хејстингсу и Арноту о случају Кристофера Лоренса и наводи Арнота да открије да је Тарвел био умешан у претходни случај ПП-12 о сексуалном искоришћавању деце у Пешчаном погледу који је био заташкан. Дејвидсонова покушава да примора Флемингову да поднесе захтев за премештај, али она одбија чиме је иживцирала Дејвидсонову којој је наређено да је се „реши“. Арнот покушава да испита Фербанка, али не успева. Кад су се вратили у пословницу, Бишопова му говори да је Вела покушала да узме изјаву од многих бивших противника ПП-12 као што су Маниш Прасад, Хари Бејнс и Роз Хантли, али је само Ли Бенкс пристао да разговара. Арнот разговара са Банксом и сазнаје за Хестингсову умешаност у „дојаву“ ОЗС-у о пацову у њиховој екипи. Дејвидсонова мами Флемингову на напуштено индустријско место, али Флемингова такође говори Арноту. Он касни због доласка ДГН Патрише Кармајкл. Док је екипа ПП-12 била на путу, Флемингова и Пилкингтон су потегли оружје једно на друго. Два метка су испаљена. |                    |                       |               |              |                 |                                         |
| 35 | 6                  | "Хапшење"             | Џени Дарнел   | Џед Меркурио | 25. април 2021. | 16.28                                   |
| ПП-12 стиже на индустријско имање и проналази Пилкингтоново тело са две прострелне ране у грудима. Пошто су побегле са лица места, Флемингова и Дејвидсонова одлазе у Арнотов дом и узимају његова кола. Дејвидсонова показује Флеминговој затворену штампарију насупрот Бојловог стана и каже јој да је претресе, међутим, одмах упадају у заседу полицијских возила и невољно се предају. Кармајклова преузима руковођење над ПП-12 и открива Хејстингсу да су откривени тако брзо јер возила ПП-12 имају уређаје за праћење јер им ни она ни начелник Озборн не верују. Дејвидсонова је прва саслушана и иако је потресена сазнањем истине о својим родитељима, она у почетку даје одговоре „без коментара“. Она такође покрива Флемингову лагањем да је убила Пилкингтона док ју је разоружао. Како се саслушавање наставило, Дејвидсонова је поделила појединости о принуди од стране ОЗС-а, иако је Кармајклова више пута покушавала да склони ту тему. Кармајклова прекида саслушање, а Дејвидсонова је оптужена. Флемингова је ослобођен, сада као најстарија по чину у ЕИУ-у, па Арнот и она налажу да се ископа под у радионици за оружје. Бишопова их позива назад у ПП-12 јер је шпанска полиција извршила рацију у Тарвеловом сумњивом дому. Проналазе два распаднута тела. Док су у затвору Дејвидсонову одводили у ћелију, две затворске чуварке ОЗС-а су кренуле ка њој, али су приметиле да камере покривају њену ћелију па су се повукле. |                    |                       |               |              |                 |                                         |
| 36 | 7                  | "Четврти човек"       | Џени Дарнел   | Џед Меркурио | 2. мај 2021.    | 16.44                                   |
| Испод пода радионице откривена је закључана кутија у којој је пронађено оружје коришћено за убиство Веле, Лавертијеве и бивше службенице ПП-12 Манит Биндре. Арнот је коначно отишао на разговор у радну медицину. Дејвидсонова је неочекивано одведена затворским комбијем, наизглед на даље саслушање. Налог за њено елиминисање од „Четвртог човека“ открива ПП-12 који пресреће комби и хапси убице ОЗС-а и затворске чуварке. Дејвидсоновој је понуђена заштита сведока па је именовала Фербанка као свог верованог оца. Четврти човек је коначно откривен као Баклс који је изјавио да ће узети имунитет и заштиту сведока и признао је да је годинама био главни човек ОЗС-а и преносио наређења другим подмићеним службеницима. Међутим, обавештен је да неће имати ни имунитет ни заштиту сведока и ухапшен. Пошто је разговарао са својим екипом, Хејстингс признаје да је дао новац Стеф Корбет. Кармајкловој је рекао да је Баклс све време унапређиван због уставног слепила упркос свој очигледној неспособности и стварном мићењу. Такође је признао да је случајно обавестио ОЗС о Корбету.Епилог: Бојл је поново смештен, оптужбе против Џатријеве су одбачене, а Дејвидсонова је започела нови живот на непознатом месту са новом девојком. Дарен Хантер је под истрагом због свог учешћа у убиству Кристофера. Озборн је тражио имунитет од јавне користи за поступке против Баклса како би спречио да се докази о уставном мићењу изнесу на суду, а његова структурна реконструкција се наставља чиме је ПП-12 постао најслабији. |                    |                       |               |              |                 |                                         |